# 元帥 (ドイツ)
元帥（げんすい、独: Feldmarschall）は、ドイツ軍人にとって、尉官、佐官、将官を超える軍人に与えられる最高位の階級である。
陸軍、空軍ではGeneralfeldmarschall、海軍ではGroßadmiralと呼ばれた。
日本語ではいずれも「元帥」か、もしくは海軍のGroßadmiralについては「大提督」と訳される。本項では、帝政ドイツ成立（1871年）以降のドイツにおける元帥位について述べる。

## 前史

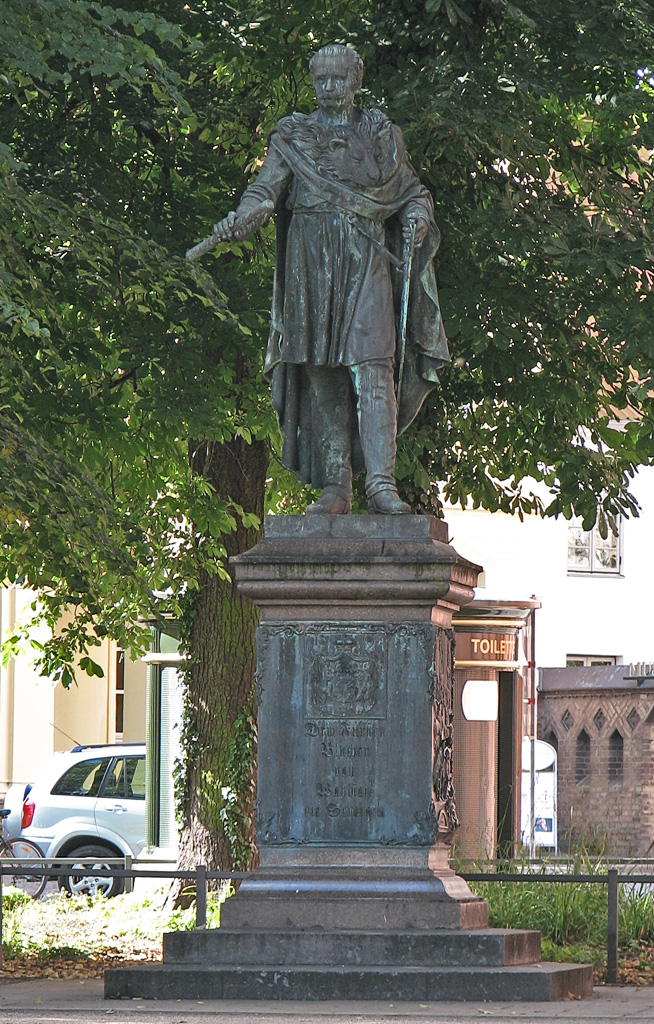
ロストクにあるゲプハルト・レベレヒト・フォン・ブリュッヘル元帥像。元帥杖を手にしている。

Marschallは、語源的には古高ドイツ語の馬屋番であるmarahscalcという単語に遡る。17世紀末からヨーロッパ各国の軍隊で軍人の最高位の階級として使用され始めた。ドイツにおいてこの頃 Feldmarschall という表現が一般的であった。この時代の元帥は軍の最高指揮官であるのみならず、外交儀礼上は国務大臣と同格に位置付けられ、政治的な広がりを持っていた。元帥杖(Marschallstab) には君主の主権紋章が彫り飾られ、君主が自らこれを手渡した。つまり君主の権能の一部を所有する者であることを元帥杖は示している。
プロイセン軍において、元帥は現役の軍人が平時ではなく、戦時に敵の要塞を占領した場合にのみ付与されることのできる階級であった。
元帥が叙任されるのは、原則として戦時のみであったが、平時に同盟国の君主に名誉称号的に元帥位が与えられることがあり、また、軍功著しい将軍が退役するにあたって元帥に叙されることもあった。このため1940年以前には元帥位を有する上級大将 (Generaloberst mit dem Rang eines Generalfeldmarschalls) という地位が設けられていた。これは「元帥は戦時にのみ任命される」という原則を崩すことなく、平時に上級大将を昇進させるために考案されたものだった。
元帥の特権としては、生涯現役が許されたほか、個人警護が付けられ、公邸には儀仗兵が立哨していた。
またバイエルン軍など、ドイツ帝国を構成することになる国家においても元帥が設置された国がある。

## 陸軍元帥

### ドイツ帝国軍

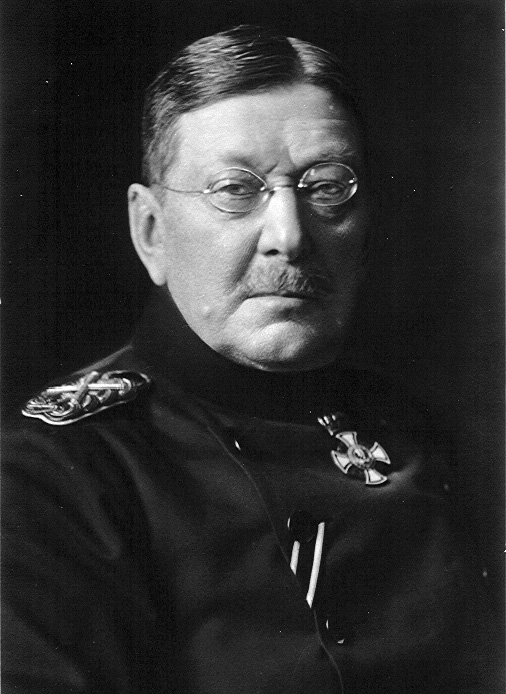
コルマール・フォン・デア・ゴルツ陸軍元帥(写真は第一次世界大戦頃、肩章に元帥杖をX字に交差させたモノグラムが見える)。

1870年10月28日、普仏戦争で活躍したプロイセン王子フリードリヒ・カール・ニコラウスおよびプロイセン王太子フリードリヒ・ヴィルヘルムに対し Feldmarschall の地位が与えられた。これはプロイセン王族が元帥となった最初の事例だった(それまでプロイセン王国においては、プロイセン王族には元帥位を与えない伝統があった)。以降、帝政ドイツ時代には総計40名の元帥が誕生している。この時代の元帥杖は軸の部分が空色であった。
| 氏名                                                               | 任官年月日     | 任官時の役職                           |
| ------------------------------------------------------------------ | -------------- | -------------------------------------- |
| プロイセン王子フリードリヒ・カール・ニコラウス                     | 1870年10月28日 | 第2軍司令官                            |
| プロイセン王太子フリードリヒ・ヴィルヘルム                         | 1870年10月28日 | 第3軍司令官                            |
| エーベルハルト・ヘルヴァルト・フォン・ビッテンフェルト             | 1871年4月8日   |                                        |
| カール・フリードリヒ・フォン・シュタインメッツ                     | 1871年4月8日   | 第1軍司令官                            |
| 伯爵ヘルムート・フォン・モルトケ                                   | 1871年6月16日  | 参謀総長                               |
| ザクセン王太子フリードリヒ・アウグスト・アルブレヒト               | 1871年7月11日  | パリ占領軍司令官                       |
| 伯爵アルブレヒト・フォン・ローン                                   | 1873年1月1日   | プロイセン王国首相                     |
| 男爵エドヴィン・フォン・マントイフェル                             | 1873年9月19日  | パリ占領軍司令官                       |
| 伯爵レオンハルト・フォン・ブルメンタール                           | 1888年3月15日  | 第4軍団司令官                          |
| ザクセン王太子ゲオルク                                             | 1888年3月15日  |                                        |
| プロイセン王子フリードリヒ・ヴィルヘルム・ニコラウス・アルブレヒト | 1888年6月19日  | 第10軍団司令官                         |
| オーストリア大公アルブレヒト・フリードリヒ・ルドルフ               | 1888年6月19日  |                                        |
| オーストリア皇帝フランツ・ヨーゼフ1世                              | 1895年2月27日  |                                        |
| 伯爵アルフレート・フォン・ヴァルダーゼー                           | 1900年5月6日   | ハノーファー第3軍監局長官              |
| 伯爵ゴットリープ・フォン・ヘーゼラー                               | 1905年1月1日   |                                        |
| ヴィルヘルム・フォン・ハーンケ                                     | 1905年1月1日   |                                        |
| 男爵ヴァルター・フォン・ロー                                       | 1905年1月1日   |                                        |
| 初代コノート公爵アーサー                                           | 1906年9月9日   | イギリス軍監察長官                     |
| ルーマニア王カロル1世                                              | 1909年4月20日  |                                        |
| マックス・フォン・ボック・ウント・ポーラッハ                       | 1911年1月1日   |                                        |
| 伯爵アルフレート・フォン・シュリーフェン                           | 1911年1月1日   |                                        |
| 男爵コルマール・フォン・デア・ゴルツ                               | 1911年1月1日   | ベルリン第7軍監局長官                  |
| イギリス王ジョージ5世                                              | 1911年5月16日  |                                        |
| ザクセン王フリードリヒ・アウグスト3世                              | 1912年9月11日  |                                        |
| ギリシャ王コンスタンティノス1世                                    | 1913年8月8日   |                                        |
| パウル・フォン・ヒンデンブルク                                     | 1914年11月2日  | 第8軍司令官                            |
| カール・フォン・ビューロウ                                         | 1915年1月27日  | 第2軍司令官                            |
| オーストリア大公フリードリヒ                                       | 1915年6月22日  |                                        |
| アウグスト・フォン・マッケンゼン                                   | 1915年6月22日  | 第11軍司令官                           |
| バイエルン王ルートヴィヒ3世                                        | 1915年6月26日  |                                        |
| ヴュルテンベルク王ヴィルヘルム2世                                  | 1916年7月23日  |                                        |
| バイエルン王太子ループレヒト                                       | 1916年8月1日   |                                        |
| バイエルン王子レオポルト                                           | 1916年8月1日   | 第9軍司令官                            |
| ヴュルテンベルク公アルブレヒト                                     | 1916年8月1日   |                                        |
| ブルガリア王フェルディナント                                       | 1916年1月18日  |                                        |
| オスマン皇帝メフメト5世                                            | 1916年2月1日   |                                        |
| 伯爵フランツ・コンラート・フォン・ヘッツェンドルフ                 | 1916年         | オーストリア＝ハンガリー帝国軍参謀総長 |
| オーストリア皇帝カール1世                                          | 1917年2月12日  |                                        |
| ヘルマン・フォン・アイヒホルン                                     | 1917年12月18日 |                                        |
| レームス・フォン・ヴォイルシュ                                     | 1917年12月31日 |                                        |

### ドイツ国防軍
第一次世界大戦後のヴェルサイユ体制下において、ドイツは共和国となり、陸軍兵力を10万人に、海軍兵力を1.5万人に制限されることとなった。ヴァイマル共和政期のドイツ軍は国軍 (Reichswehr) と呼ばれた。この時代には元帥は制定されておらず、最高位は上級大将にとどまった。
1933年、ナチスが政権を掌握し、ナチス・ドイツが成立。1935年の再軍備宣言によって国軍が国防軍 (Wehrmacht) に改称され、1936年には元帥位が復活する。同年4月20日、国防軍総司令官兼軍務大臣 (Reichskriegsminister) のヴェルナー・フォン・ブロンベルク上級大将が元帥に任ぜられ、国防軍最初の元帥が誕生した。しかしブロンベルクは1938年1月26日、ヒトラーの戦争計画に反対してスキャンダルをきっかけに罷免された。
1940年7月19日にはフランス侵攻での軍功を讃え、9名の陸軍元帥が誕生した。彼らの元帥杖は軸部分が真紅のビロードで覆われていた。
これ以降、終戦までに総計19名が陸軍元帥に昇進した。1940年8月31日に元オーストリア・ハンガリー帝国元帥であった男爵エードゥアルト・フォン・ベーム＝エルモッリが国防軍元帥に叙されているが、当時84歳のベーム＝エアモッリは既に軍務を退いて久しく、これは名誉称号として授与されたものだった。
一方、第二次世界大戦中に連合国軍で誕生した陸軍元帥は、アメリカ軍4名、イギリス軍9名、ソ連軍13名であり、ドイツ軍においては元帥の起用の多さが見てとれる。
| 氏名                                           | 任官年月日     | 任官時の役職             |
| ---------------------------------------------- | -------------- | ------------------------ |
| ヴェルナー・フォン・ブロンベルク               | 1936年4月20日  | 国防大臣兼国防軍総司令官 |
| ヴァルター・フォン・ブラウヒッチュ             | 1940年7月19日  | 陸軍総司令官             |
| ヴィルヘルム・カイテル                         | 1940年7月19日  | 国防軍最高司令部総長     |
| ギュンター・フォン・クルーゲ                   | 1940年7月19日  | 第4軍司令官              |
| 騎士ヴィルヘルム・フォン・レープ               | 1940年7月19日  | C軍集団司令官            |
| フェードア・フォン・ボック                     | 1940年7月19日  | B軍集団司令官            |
| ヴィルヘルム・リスト                           | 1940年7月19日  | 第12軍司令官             |
| エルヴィン・フォン・ヴィッツレーベン           | 1940年7月19日  | 第1軍司令官              |
| ヴァルター・フォン・ライヒェナウ               | 1940年7月19日  | 第6軍司令官              |
| ゲルト・フォン・ルントシュテット               | 1940年7月19日  | A軍集団司令官            |
| 男爵エードゥアルト・フォン・ベーム＝エルモッリ | 1940年10月31日 | ※名誉称号としての授与    |
| エルヴィン・ロンメル                           | 1942年6月22日  | アフリカ装甲軍司令官     |
| ゲオルク・フォン・キュヒラー                   | 1942年6月30日  | 北方軍集団司令官         |
| エーリヒ・フォン・マンシュタイン               | 1942年6月30日  | 第11軍司令官             |
| フリードリヒ・パウルス                         | 1943年1月31日  | 第6軍司令官              |
| エヴァルト・フォン・クライスト                 | 1943年2月1日   | A軍集団司令官            |
| 男爵マクシミリアン・フォン・ヴァイクス         | 1943年2月1日   | B軍集団司令官            |
| エルンスト・ブッシュ                           | 1943年2月1日   | 第16軍司令官             |
| ヴァルター・モーデル                           | 1944年3月1日   | 北方軍集団司令官         |
| フェルディナント・シェルナー                   | 1945年4月5日   | 中央軍集団司令官         |

## 海軍元帥

### ドイツ帝国
1900年5月3日、海軍における陸軍元帥と同格の階級として、海軍元帥(Großadmiral, 直訳すると大提督)の階級が皇帝ヴィルヘルム2世によって制定された。
制定と同時にヴィルヘルム2世自身がこの階級を帯び、帝政ドイツ期には総計6名、第三帝国(国防軍)期には総計2名にこの地位が与えられた。第三帝国期には、もっぱら海軍総司令官のみがこの階級に叙されている。ヴァイマル共和政期には海軍元帥は任命されていない。
海軍元帥には、陸軍元帥の元帥杖に相当する海軍元帥杖 (Großadmiralstab) が与えられた。帝政ドイツ時代の海軍元帥杖は軸部分が真紅のビロードで覆われていたが、第三帝国期には紺色のものに変更されている。
| 氏名                                                             | 任官年月日     | 任官時の役職     |
| ---------------------------------------------------------------- | -------------- | ---------------- |
| ドイツ皇帝ヴィルヘルム2世                                        | 1900年5月3日   |                  |
| スウェーデン王オスカル2世                                        | 1900年6月13日  |                  |
| ハンス・フォン・ケースター（Hans von Koester）                   | 1905年6月28日  | 海軍監察長官     |
| プロイセン王子アルベルト・ヴィルヘルム・ハインリヒ               | 1909年9月4日   | 遠洋艦隊司令長官 |
| アルフレート・フォン・ティルピッツ                               | 1911年11月27日 | 海軍相           |
| ヘンニング・フォン・ホルツェンドルフ（Henning von Holtzendorff） | 1918年7月31日  | 海軍人事局長     |

### 第三帝国
| 氏名               | 任官年月日    | 任官時の役職 |
| ------------------ | ------------- | ------------ |
| エーリヒ・レーダー | 1939年4月1日  | 海軍総司令官 |
| カール・デーニッツ | 1943年1月30日 | 海軍総司令官 |

## 空軍元帥
ヴェルサイユ条約で空軍の保有を禁止されたドイツだったが、1935年のヴェルサイユ条約破棄・再軍備宣言以後ヘルマン・ゲーリングが長い空白期を乗り越えて空軍を建設した。この功績を讃え、1938年にはゲーリングが最初の空軍における元帥となり、以後、空軍からは終戦までに総計6名の元帥が誕生している。
ただし、ドイツ語では陸軍元帥も空軍元帥も「Generalfeldmarschall」と呼ばれ、呼称に違いはなかった。
ヴォルフラム・フォン・リヒトホーフェンは47歳の若さで元帥に任官しており、これはプロイセン軍以来最年少の記録である。また、1945年4月25日(ヒトラーが自殺する5日前)に任官したローベルト・フォン・グライムは、全軍で最後の元帥となった。
| 氏名                                       | 任官年月日    | 任官時の役職           |
| ------------------------------------------ | ------------- | ---------------------- |
| ヘルマン・ゲーリング                       | 1938年2月4日  | 航空大臣兼空軍総司令官 |
| アルベルト・ケッセルリング                 | 1940年7月19日 | 第1航空艦隊司令官      |
| エアハルト・ミルヒ                         | 1940年7月19日 | 航空次官兼空軍監察長官 |
| フーゴ・シュペルレ                         | 1940年7月19日 | 第3航空艦隊司令官      |
| 男爵ヴォルフラム・フォン・リヒトホーフェン | 1943年2月16日 | 第4航空艦隊司令官      |
| 騎士ローベルト・フォン・グライム           | 1945年4月25日 | 空軍総司令官           |

空軍元帥旗
航空大臣兼空軍総司令官旗(1938–1945)
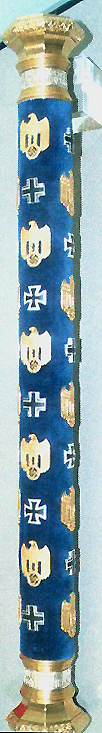
空軍元帥元帥杖(リヒトホーフェンのもの)

## 国家元帥
1940年7月19日、ヘルマン・ゲーリングに、新たに国家元帥 (Reichsmarschall,帝国元帥、大ドイツ総元帥とも訳されている) の地位が与えられた。このReichsmarschallという称号は、かつて神聖ローマ帝国で使用されていたもので、ヒトラーによりゲーリングにこの称号が与えられた。他の国防軍三軍の元帥よりも上位に置かれ、ゲーリングが第三帝国においてヒトラーに次ぐ序列であることを指す。
国家元帥は階級章も特別のものが用意され、元帥杖をX字に交差させたモノグラムの上に鷲の国章を配したものが用いられた。また、ゲーリングには軸部分が白色の元帥杖(象牙製だったと伝えられる)が与えられた。
| 氏名                 | 任官年月日    | 任官時の役職           |
| -------------------- | ------------- | ---------------------- |
| ヘルマン・ゲーリング | 1940年7月19日 | 航空大臣兼空軍総司令官 |

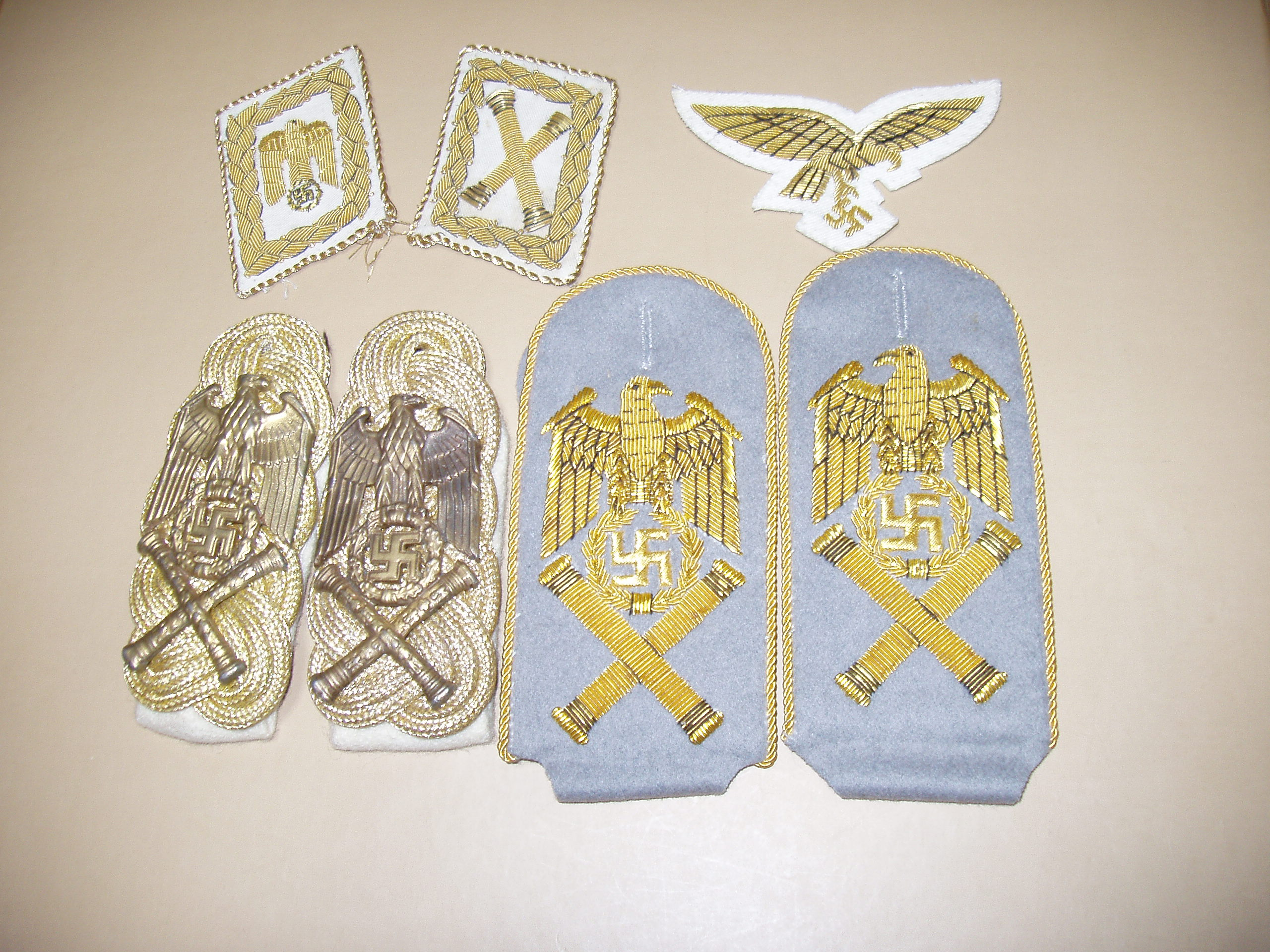
国家元帥襟章・胸章・袖章・肩章
国家元帥旗(1941-1945)
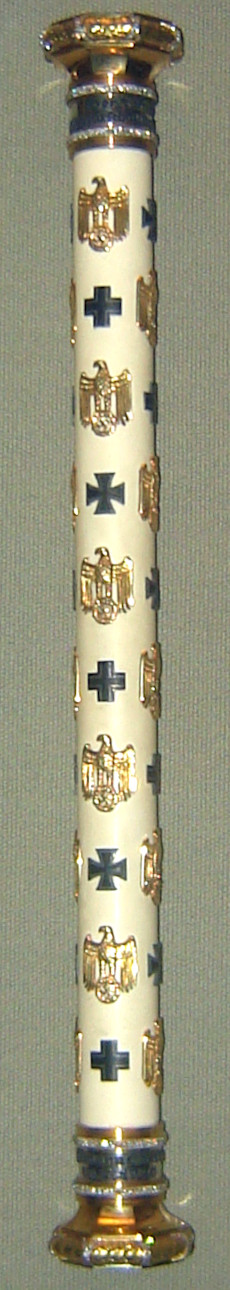
国家元帥元帥杖

## 民族元帥
1944年、ヒトラーの指示により、武装親衛隊に民族元帥（Volksmarschall）の名称で元帥位を新たに導入することが計画された。理由は、武装親衛隊員を国防軍の元帥に任命することはできないからである。この元帥位は、ヨーゼフ・ディートリヒ親衛隊上級大将が1944年12月のアルデンヌ攻勢を成功させた場合に与えられる予定だった。しかし攻勢は失敗に終わったため、この昇進は実現せず、結局この階級に叙された者はいなかった。
しばしば、親衛隊全国指導者ハインリヒ・ヒムラーを元帥と同格の階級に位置付ける記述が散見されるが、これは武装親衛隊のみならず、SDやゲシュタポ等の情報機関・警察組織をも統括する親衛隊全体の最高指導者としての職位であり、階級ではない。軍の階級と単純比較することはできない。

## 戦後ドイツの元帥
第二次世界大戦後、ドイツは東西に分裂した。再軍備が始まり、西ドイツにはドイツ連邦軍、東ドイツには国家人民軍が生まれたが、ともに元帥の階級を廃止した。ドイツ連邦軍において陸軍、空軍の最高位は大将（General）、海軍の最高位は海軍大将（Admiral）となった。東ドイツにおいては上級大将（Armeegeneral）が陸軍および空軍の最高位となり、海軍の最高位は海軍上級大将（Flottenadmiral）となった。
1982年5月25日、東ドイツでは新たにドイツ民主共和国元帥（Marschal der Deutschen Demokratischen Republik）の階級が制定され、元帥位が復活。これは上級大将よりもさらに高位に位置付けられるもので、戦時においてのみ付与されるものとみなされていた。1985年に国防大臣のカール＝ハインツ・ホフマン上級大将が死去した際、この称号を追贈することが計画されたが、結局実行されなかった。1989年、国防大臣テオドール・ホフマン海軍大将は、ドイツ民主共和国元帥の階級を廃止し、その後間もなく東西ドイツは統一されたため、この階級を授与された者はいなかった。

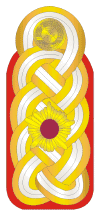
ドイツ民主共和国元帥肩章

## 元帥位を有する上級大将

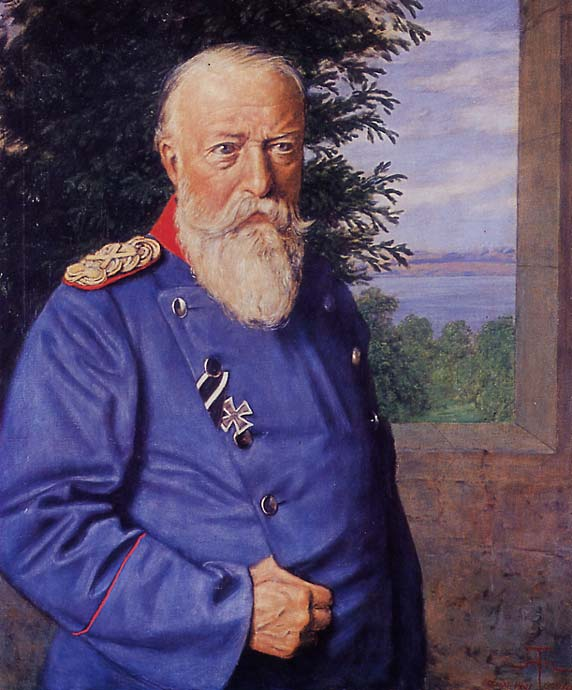
バーデン大公フリードリヒ1世(ハンス・トーマ画)肩章に元帥位を有する上級大将の地位を表す元帥杖の交差と星3つが見える。

ドイツ軍には正式な元帥の他に、元帥位を有する上級大将（Generaloberst mit dem Rang eines Generalfeldmarschalls, あるいは Generaloberst mit dem Rang als Generalfeldmarschall)と呼ばれる元帥に準ずる地位も存在した。この称号を与えられた者は階級としてはあくまでも上級大将にとどまりながらも、元帥の地位に付随するいくつかの栄誉を帯びることができた。例えば俸給は上級大将と同額だったが、宮廷序列は上級大将よりも高位で、元帥と同格とされた。
既に述べたように、プロイセン軍以来の伝統によれば、元帥は原則として戦時にのみ任命されるものだった。それ故、平時において上級大将を昇進させる必要が出た場合、しばしばこの元帥位を有する上級大将の称号が贈られている。功績著しい上級大将が退役する際に名誉階級として与えられた他、諸侯に名誉称号として贈られることも多かった。オットー・フォン・ビスマルクも首相を退任する際、この称号を得ている。帝政ドイツ期の元帥位を有する上級大将は、元帥位を表す元帥杖を交差させたモノグラムと上級大将の階級を表す星3つとを組み合わせた階級章を用いていた。
元帥位を有する上級大将は第三帝国期の国防軍においても制定されていたが、階級章は帝政ドイツ期と異なり、星4つを長方形の頂点の位置に並べたものと定められていた。ただし国防軍時代にこの階級を与えられた者は1人もいなかった。
| 氏名                                                        | 任官年月日     | 任官時の役職         |
| ----------------------------------------------------------- | -------------- | -------------------- |
| プロイセン王子フリードリヒ・ハインリヒ・アルブレヒト        | 1871年6月16日  |                      |
| メクレンブルク＝シュヴェリーン大公フリードリヒ・フランツ2世 | 1873年9月2日   |                      |
| ヴュルテンベルク公アウグスト                                | 1873年9月2日   |                      |
| オラニエ＝ナッサウ公ヴィルヘルム・フリードリヒ・カール      | 1873年1月1日   |                      |
| バーデン大公フリードリヒ1世                                 | 1888年6月25日  |                      |
| アレクサンダー・フォン・パーペ                              | 1888年9月19日  | ベルリン守備軍司令官 |
| ザクセン＝ヴァイマル＝アイゼナハ大公カール・アレクサンダー  | 1889年12月21日 |                      |
| 侯爵オットー・フォン・ビスマルク                            | 1890年3月20日  |                      |
| ヘッセン大公ルートヴィヒ4世                                 | 1891年9月12日  |                      |
| 男爵ヴァルター・フォン・ローエ                              | 1893年9月8日   | 第8軍団司令官        |
| 伯爵アルフレート・フォン・ヴァルデルゼー                    | 1895年9月12日  | 第9軍団司令官        |
| ヴィルヘルム・フォン・ハーンケ                              | 1903年3月11日  |                      |
| 伯爵ゴットリープ・フォン・ヘーゼラー                        | 1903年4月26日  | 第16軍団司令官       |
| アドルフ・フォン・ヴィッティヒ                              | 1903年9月11日  |                      |
| 伯爵アルフレート・フォン・シュリーフェン                    | 1903年9月11日  | 参謀総長             |
| プロイセン王子アルベルト・ヴィルヘルム・ハインリヒ          | 1909年9月4日   |                      |
| ザクセン＝マイニンゲン公ベルンハルト3世                     | 1909年9月11日  |                      |
| バーデン大公フリードリヒ2世                                 | 1909年9月11日  |                      |
| オスカー・フォン・リンデクヴィスト                          | 1911年1月1日   |                      |
| ハンス・フォン・プレッセン                                  | 1911年1月1日   |                      |